# Пінський прикордонний загін
Пінський прикордонний загін (Пінський ПрикЗ, в/ч 1235) — територіальний орган охорони кордону в складі прикордонних військ Республіки Білорусь. Охороняє ділянку державного кордону протяжністю понад 380 км з Україною.

## Історія
Згідно постанови Ради Міністрів Республіки Білорусь від 13 жовтня 1993 року, наказом Командуючого прикордонними військами Республіки Білорусь від 3 грудня 1993 року була створена військова частина 1235 з назвою 2-й навчальний прикордонний загін з дислокацією в місті Пінськ.
Днем створення частини вважається 3 січня 1994 року, цього дня був підписаний наказ №1 по частині.
Основним завданням створеного навчального загону була підготовка спеціалістів для прикордонних військ: зв'язківців, дизелістів, стрільців мотоманеврених груп, а також водолазів для Збройних Сил Республіки Білорусь.
За підсумками службової діяльності в 1996 році Пінський прикордонний загін був визнаний найкращим в прикордонних військах.